# Smiljan (distrikt)
Smiljan (bulgariska: Смилян) är ett distrikt i Bulgarien.   Det ligger i kommunen Obsjtina Smoljan och regionen Smoljan, i den södra delen av landet, 180 km sydost om huvudstaden Sofia.
I omgivningarna runt Smiljan växer i huvudsak blandskog. Runt Smiljan är det ganska tätbefolkat, med 56 invånare per kvadratkilometer.